# Sindrome cardiovocale
La sindrome cardiovocale viene osservata specialmente in età infantile ed è caratterizzata da raucedine e danni cardiovascolari.

## Tipologia
Una rara forma di sindrome cardiovocale è la sindrome di Ortner, scoperta per la prima volta da Norbert Ortner, un internista austriaco, nel 1897.

## Sintomatologia
I sintomi e segni clinici di tale sindrome sono correlati alla malattia cardiovascolare dell'individuo, come ad esempio lesioni dell'arco aortico e difetti cardiaci congeniti oppure stenosi a livello delle valvole cardiache, ipertensione.

## Eziologia
La sindrome è causata dalla compressione del nervo laringeo, nervo situato fra l'aorta e l'arteria polmonare dilatata.